# Nigadoo
Nigadoo (prononcer nigadou) est un ancien village du Nouveau-Brunswick, au Canada. Il fait partie de la ville de Belle-Baie depuis la réforme de la gouvernance locale du 1er janvier 2023.

## Toponyme
Nigadoo est nommé ainsi d'après la rivière Nigadoo, dont le nom dérive du mot micmac Anigadoo. Sa signification n'est pas connue mais fait probablement référence à une famille amérindienne. Le nom s'épelait Nigado jusqu'en 1941.

## Géographie
Nigadoo est située au bord de la baie des Chaleurs, à 15 kilomètres de route au nord de Bathurst. Le village a une superficie de 7,69 kilomètres carrés.
Les chutes Nigadoo ont une hauteur de 7 mètres; elles sont situées sur la rivière Nigadoo, entre les routes 11 et 315.
Nigadoo est généralement considérée comme faisant partie de l'Acadie.

### Logement
Le village comptait 401 logements privés en 2006, dont 370 occupés par des résidents habituels. Parmi ces logements, 77,0 % sont individuels, 2,7 % sont jumelés, aucun sont en rangée, 10,8 % sont des appartements ou duplex et 8,1 % sont des immeubles de moins de cinq étages. 79,7 % des logements occupés le sont par le propriétaire et 20,3 % sont loués. 31,1 % ont été construits avant 1986 et 13,5 % ont besoin de réparations majeures. Les logements comptent en moyenne 6,5 pièces et ont une valeur moyenne de 78 270 $, comparativement à 119 549 $ pour la province.

## Histoire

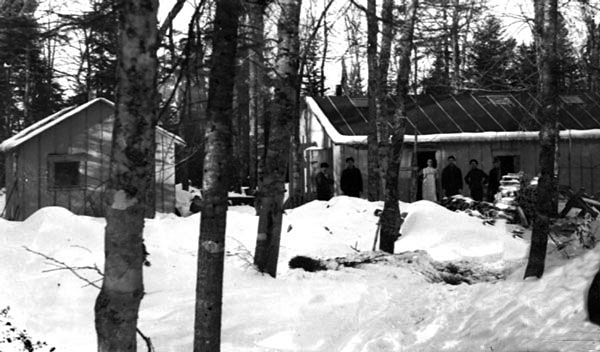
Une mine d'or en 1937.

Nigadoo est située dans le territoire historique des Micmacs, plus précisément dans le district de Gespegeoag, qui comprend le littoral de la baie des Chaleurs. Ce territoire est revendiqué d'abord par les Iroquois et ensuite seulement par les Mohawks.
La seigneurie de Népisiguit est concédée en 19 mars 1691 au Sieur Jean Gobin, un marchand de Québec; elle avait un territoire long de 12 lieues et profond de 10 lieues, à partir du littoral de la baie et probablement centré sur la rivière Népisiguit ce qui, selon William Francis Ganong, inclut le site de Nigadoo. Gobin donne la seigneurie à Richard Denys de Fronsac. La seigneurie, par l'héritage à sa femme, tombe aux mains de Rey-Gaillard, qui la possédait en 1753. Cooney parle d'une concession à un certain Enaud, qui est vraisemblablement Philippe Hesnault, seigneur de Pokemouche et peut-être agent de Gobin.
En 1825, le territoire de Nigadoo est touché par les Grands feux de la Miramichi, qui dévastent entre 10 000 km2 et 20 000 km2 dans le centre et le nord-est et tuent en tout plus de 280 personnes,.
Nigadoo est constituée en municipalité le 20 octobre 1967. Il y avait jusque dans les années 1980 un jardin zoologique à Nigadoo. Le poste de la police BNPP est inauguré le 9 mai 1982.

## Chronologie municipale

Évolution territoriale de la paroisse de Beresford après 1966

- 1814 : Érection de la paroisse de Beresford dans le comté de Northumberland.
- 1826 : Création du comté de Gloucester à partir de la paroisse de Beresford et de la paroisse de Saumarez.
- 1826 : Le comté de Restigouche, incluant les paroisses d'Addington et de Durham, est formé à partir de l'ouest de la paroisse de Beresford.
- 1837 : Une partie du territoire de la paroisse de Beresford est transféré à la paroisse de Durham.
- 1881 : Les limites du comté sont modifiées et la paroisse s'en trouve agrandie.
- 1966 à nos jours : La municipalité du comté de Gloucester est dissoute et la paroisse de Beresford devient un district de services locaux. Une partie de la paroisse devient la ville de Beresford, les villages de Petit-Rocher, Nigadoo et Pointe-Verte et les DSL d'Alcida, de Dunlop, de Laplante, de Madran, de Nicholas-Denys, de Petit-Rocher Nord, de Petit-Rocher Sud, de Robertville, de Saint-Laurent et de Tremblay[12],[13].

## Démographie
| 1981  | 1986 | 1991 | 1996 | 2001 | 2006 | 2011 | 2016 |
| ----- | ---- | ---- | ---- | ---- | ---- | ---- | ---- |
| 1 075 | 974  | 950  | 961  | 958  | 927  | 952  | 963  |

## Administration
(juillet 2016).

### Conseil municipal
Le conseil municipal est formé d'un maire et de quatre conseillers généraux. Le conseil précédent élu par acclamation lors de l'élection du 12 mai 2008. Le conseil municipal actuel est élu lors de l'élection quadriennale du 14 mai 2012.
Le conseil municipal siège à l'édifice Ligori-Boudreau, situé au coin de la rue Principale et de la rue du Moulin.
Conseil municipal actuel
| Mandat      | Fonctions            | Nom(s)                                                                   |
| ----------- | -------------------- | ------------------------------------------------------------------------ |
| 2012 - 2016 | Maire                | Gilberte Boudreau                                                        |
| 2012 - 2016 | Conseillers généraux | Jean-Paul Arsenau, Reno Arseneau, Charles Henri Doucet, Robert J. Gaudet |

Anciens conseils municipaux
| Mandat      | Fonctions   | Nom(s)                                                             |
| ----------- | ----------- | ------------------------------------------------------------------ |
| 2008 - 2012 | Mairesse    | Gilberte Boudreau                                                  |
| 2008 - 2012 | Conseillers | Reno Arseneau, Henri A. Doucet, Fernande Foulem, Robert J. Gaudet. |

| Période                                  | Période  | Identité           | Étiquette | Qualité |
| ---------------------------------------- | -------- | ------------------ | --------- | ------- |
| 1967                                     | 1974     | Liguori Boudreau   |           |         |
| 1974                                     | 19??     | Daniel Comeau,     |           |         |
| 1995                                     | 1998     | Raymond Provencher |           |         |
| 1998                                     | en cours | Gilberte Boudreau  |           |         |
| Les données manquantes sont à compléter. |          |                    |           |         |

### Commission de services régionaux
Nigadoo fait partie de la Région 3, une commission de services régionaux (CSR) devant commencer officiellement ses activités le 1er janvier 2013. Nigadoo est représenté au conseil par son maire. Les services obligatoirement offerts par les CSR sont l'aménagement régional, la gestion des déchets solides, la planification des mesures d'urgence ainsi que la collaboration en matière de services de police, la planification et le partage des coûts des infrastructures régionales de sport, de loisirs et de culture; d'autres services pourraient s'ajouter à cette liste.

### Représentation
Nigadoo est membre de l'Association francophone des municipalités du Nouveau-Brunswick.
 Nouveau-Brunswick : Nigadoo fait partie de la circonscription de Nigadoo-Chaleur, qui est représentée à l'Assemblée législative du Nouveau-Brunswick par Roland Haché, du parti libéral. Il fut élu en 1999 et réélu depuis.
 Canada : Nigadoo fait partie de la circonscription d'Acadie-Bathurst. Cette circonscription est représentée à la Chambre des communes du Canada par Yvon Godin, du NPD. Il fut élu lors de l'élection de 1997 contre le député sortant Doug Young, en raison du mécontentement provoqué par une réforme du régime d’assurance-emploi.

## Économie
Entreprise Chaleur, un organisme basé à Bathurst faisant partie du réseau Entreprise, a la responsabilité du développement économique de la région.
Celle-ci est dominée par l'exploitation forestière, les mines et les télécommunications. Un grand nombre d'emplois sont également disponibles dans le commerce de détail, les services publics ainsi que dans l'industrie manufacturière. L'activité économique est en fait concentrée principalement à Belledune et Bathurst.

## Vivre à Nigadoo

### Éducation
Nigadoo fait partie du sous-district 3 du district scolaire Francophone Nord-Est. Les élèves francophones bénéficient d'écoles à Bathurst et à Petit-Rocher. La ville de Bathurst compte le CCNB-Bathurst et Shippagan possède un campus de l'Université de Moncton.
Les anglophones bénéficient des écoles de Bathurst. Les établissements d'enseignement supérieurs anglophones les plus proches sont à Fredericton ou Campbellton.
Il y a une bibliothèque publique à Beresford.

### Autres services publics
La ville limitrophe de Beresford compte des institutions financières et des bureaux gouvernementaux mais la population doit toutefois se rendre à Bathurst pour des services complémentaires. Nigadoo possède toutefois un bureau de poste.
Nigadoo, comme plusieurs localités de la région Chaleur, achète ou partage plusieurs de ses services. Depuis 1981, le village met en commun ses services policiers avec les municipalités de Beresford, Petit-Rocher et Pointe-Verte, dans le cadre de la police régionale BNPP; le poste est d'ailleurs situé à Nigadoo. Le détachement de la Gendarmerie royale du Canada le plus proche est quant à lui situé à Bathurst. Cette ville dispose de l'hôpital régional Chaleur et d'un poste d'Ambulance Nouveau-Brunswick. Le système de traitement des eaux usées est géré conjointement avec Nigadoo. La collecte des déchets et matières recyclables est effectuée par la Commission de gestion des déchets solides de Népisiguit-Chaleur.
Les francophones bénéficient du quotidien L'Acadie nouvelle, publié à Caraquet, ainsi qu'à l'hebdomadaire L'Étoile, de Dieppe. Ils ont aussi accès à l'hebdomadaire Hebdo Chaleur, publié à Bathurst. Les anglophones bénéficient des quotidiens Telegraph-Journal, publié à Saint-Jean ainsi que de l'hebdomadaire Northern Light, de Bathurst.

## Culture

### Personnalités
- Joey Robin Haché (né en 1988), musicien, né à Nigadoo.
- Roland Haché (né en 1947), professeur, administrateur et homme politique, né à Nigadoo.
- André Boudreau (1945-2005), fondateur du Congrès mondial acadien.

### Architecture et monuments
Un monument situé en face de l'édifice Ligori-Boudreau rend hommage à André Boudreau. Il fut sculpté en 2009 par Gilles Leblanc.

### Langues
Selon la Loi sur les langues officielles, Nigadoo est officiellement francophone puisque moins de 20 % de la population parle l'anglais.

### Nigadoo
Niagdoo fait l'objet d'un poème dans le recueil de poésie La terre tressée, de Claude Le Bouthillier. Joey Robin Haché a créé la chanson Nigadoo.